# Područje oko špilje Škarin Samograd
Područje oko špilje Škarin Samograd este o arie protejată (sit de importanță comunitară — SCI) din Croația întinsă pe o suprafață de 6.754,49 ha, integral pe uscat.

## Localizare
Centrul sitului Područje oko špilje Škarin Samograd este situat la coordonatele 43°47′56″N 16°05′54″E / 43.798751°N 16.098354°E.

## Înființare
Situl Područje oko špilje Škarin Samograd a fost declarat sit de importanță comunitară în iulie 2013 pentru a proteja 1 specie de plante și 8 specii de animale.

## Biodiversitate
Situată în ecoregiunea mediteraneană, aria protejată conține 2 habitate naturale: Peșteri inaccesibile publicului, Pajiști uscate din regiunea submediteraneeană estică (Scorzoneratalia villosae).
La baza desemnării sitului se află mai multe specii protejate:
- plante (1): Himantoglossum adriaticum
- mamifere (7): liliac cu aripi lungi (Miniopterus schreibersii), liliac cu urechi de șoarece (Myotis blythii), liliac cu picioare lungi (Myotis capaccinii), liliac comun (Myotis myotis), liliacul mediteranean cu potcoavă (Rhinolophus euryale), liliacul mare cu potcoavă (Rhinolophus ferrumequinum), liliacul mic cu potcoavă (Rhinolophus hipposideros)
- nevertebrate (1): Proterebia afra dalmata